# Didaktik 40
Didaktik 40 je disketová jednotka z rodiny počítačů Didaktik vyráběná výrobním družstvem Didaktik Skalica. Disketová jednotka je vybavená 5,25" disketovou mechanikou. Na trh byla uvedena koncem května 1991. Pozdější varianta s 3,5" disketovou mechanikou je pojmenována jako Didaktik 80.
Disketovou jednotku je možné připojit k počítačům Sinclair ZX Spectrum 48K, Didaktik Gama, Didaktik M a některým dalším. Disketová jednotka není kompatibilní s počítači Sinclair ZX Spectrum 128K+ a jeho nástupci, pro použití s těmito počítači je nutné v počítači provést úpravu. Počítač Didaktik Kompakt má disketovou jednotku Didaktik 80 vestavěnou. Pro disketové jednotky Didaktik 40, Didaktik 80 a počítač Didaktik Kompakt bylo dostupné velké množství programů, od grafických programů, přes programovací jazyky, textové editory a účetní programy po specializované programy zaměřené na oblast elektrotechniky.

## Charakteristika disketové jednotky
Disketová jednotka obsahuje kromě řadiče disketových mechanik a vlastní disketové mechaniky i napájecí zdroj a navíc ještě interface založený na obvodu 8255. Vestavěná disketová mechanika je označována jako a:. K disketové jednotce je možné připojit ještě druhou disketovou mechaniku, která je pak označována jako b:. K tomuto účelu existují disketové jednotky Didaktik 40B a Didaktik 80B, které obsahují pouze vlastní disketovou mechaniku a napájecí zdroj. Obecně ovšem lze připojit jakoukoliv disketovou mechaniku.
Protože počítač Didaktik Gama obsahuje také vestavěný interface 8255 adresovaný stejně jako interface 8255 v disketové jednotce, je nutné interface 8255 v disketové jednotce programově povolit (díky chybě v detekci dalšího interface 8255, je ovšem interface v disketové 8255 jednotce povolen vždy).

## M-DOS
Operačním systémem disketové jednotky je M-DOS, který je odvozený ze SINDOSu. M-DOS je uložen v paměti ROM, která je v případě potřeby připojena místo paměti ROM počítače. Disketová jednotka má i vlastní paměť RAM, ve které má uloženy potřebné informace a své systémové proměnné, takže pro svoji činnost nepoužívá žádnou paměť počítače.
M-DOS rozšiřuje syntaxi příkazů Sinclair BASICu. Příkazy pro ukládání a nahrávání dat mají shodnou syntaxi jako příkazy pro ukládání a nahrávání dat na magnetofon, příkazy pro práci s disketou jsou odlišeny znakem * (hvězdička) za klíčovým slovem příkazu. Disketová jednotka ale nezná příkaz VERIFY*. K některým operacím jsou používány příkazy původně určené pro ZX Microdrive, ty hvězdičku jako rozlišovač nepoužívají (viz Rozšířená syntaxe Sinclair BASICu). Přejmenování souborů a nastavování atributů je možné pomocí příkazu LET. Je možné nastavovat i systémové proměnné disketové jednotky pomocí příkazu POKE #adresa,hodnota, kde adresa je relativní adresa vůči počátku paměti RAM disketové jednotky (na rozdíl od standardního příkazu POKE, který používá absolutní adresu v paměťovém prostoru, tento ovšem nemůže zapisovat data do paměti disketové jednotky).
Nevýhodou M-DOSu je jeho složité ovládání ze strojového kódu.
M-DOS používá standardně formát disket 40 stop x 9 sektorů nebo 80 stop x 9 sektorů. Je možné používat diskety s 6 až 10 sektory na stopu.

## Technické informace
- čip řadiče: WD2797,
- paměť ROM: 14 KiB,
- paměť RAM: 2 KiB,
- paralelní port 8255.

Paměť ROM má ve skutečnosti 16 KiB, ale 2 KiB jsou překryty pamětí RAM, takže nejsou adresovatelné.

### Stránkování paměti a řízení disketové jednotky
Paměť ROM disketové jednotky je připojena při skoku programu na adresy 0, 8 (0x0008) a odpojena při skoku na adresu 5888 (0x1700).

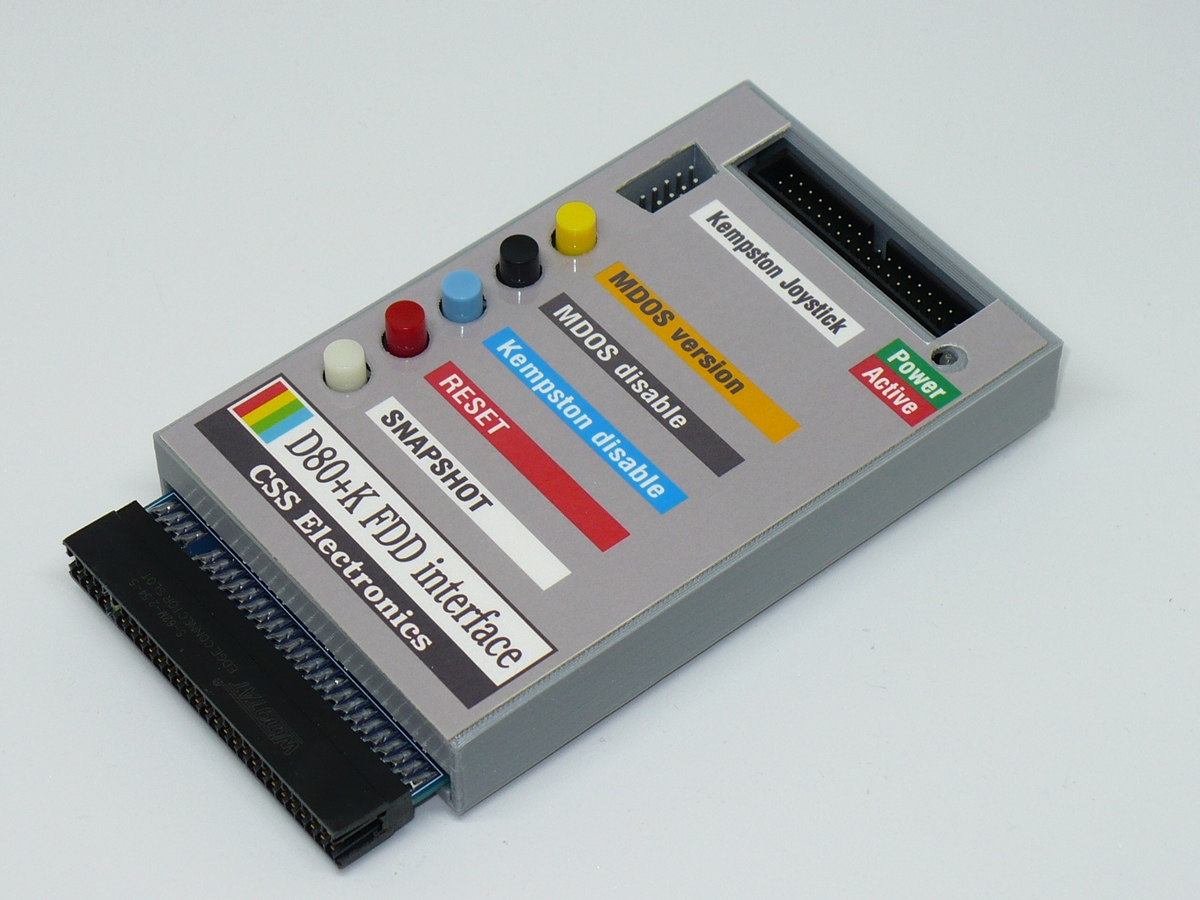
Řadič D80+K pro ZX Spectrum

|  | 65535 49152 | RAM |         |
|  | 49151 32768 | RAM |         |
|  | 32767 16384 | RAM |         |
|  | 16383 14336 | ROM | RAM D40 |
|  | 14335 0     | ROM | ROM D40 |

| desítkově | šestnáctkově | dekódování | význam                                      |
| 129       | 81           | 10000001   | řadič WD2797                                |
| 131       | 83           | 10000011   | řadič WD2797                                |
| 133       | 85           | 10000101   | řadič WD2797                                |
| 135       | 87           | 10000111   | řadič WD2797                                |
| 137       | 89           | 10001xx1   | výběr disketových jednotek, spuštění motorů |
| 145       | 91           | 10010xx1   | reset interface 8255                        |
| 153       | 99           | 10011xx1   | povolení interface 8255                     |
| 31        | 1F           | 000xxxxx   | brána A interface 8255                      |
| 63        | 3F           | 001xxxxx   | brána B interface 8255                      |
| 95        | 5F           | 010xxxxx   | brána C interface 8255                      |
| 127       | 7F           | 011xxxxx   | řídicí registr interface 8255               |

## Výroba klonu v ČR
Od roku 2021 je v České republice vyráběn klon disketové jednotky D80 verze 2 s názvem D80+K. O výrobu a distribuci se stará spectristický fanda CSS Electronics.
Disketová jednotka D80+K je řešena jako krabička řadiče, která se zezadu zastrkává přímo do počítače, a samostatný box se dvěma disketovými mechanikami 3.5 palce. Pro spojení řadiče s boxem se používá 34-žilový plochý kabel s jednoduchým zapojením IDC34 konektorů 1:1 bez jakéhokoliv křížení.
Jednotka D80+K byla maximálně miniaturizována, čehož bylo dosaženo zjednodušením zapojení a nahražením složitého zapojení z obvodů TTL dvěma čipy GAL. Z řadiče byl vypuštěn paralelní interface 8255A, ale byl naopak doplněn port pro Kempston joystick. Ten je vypínatelný.

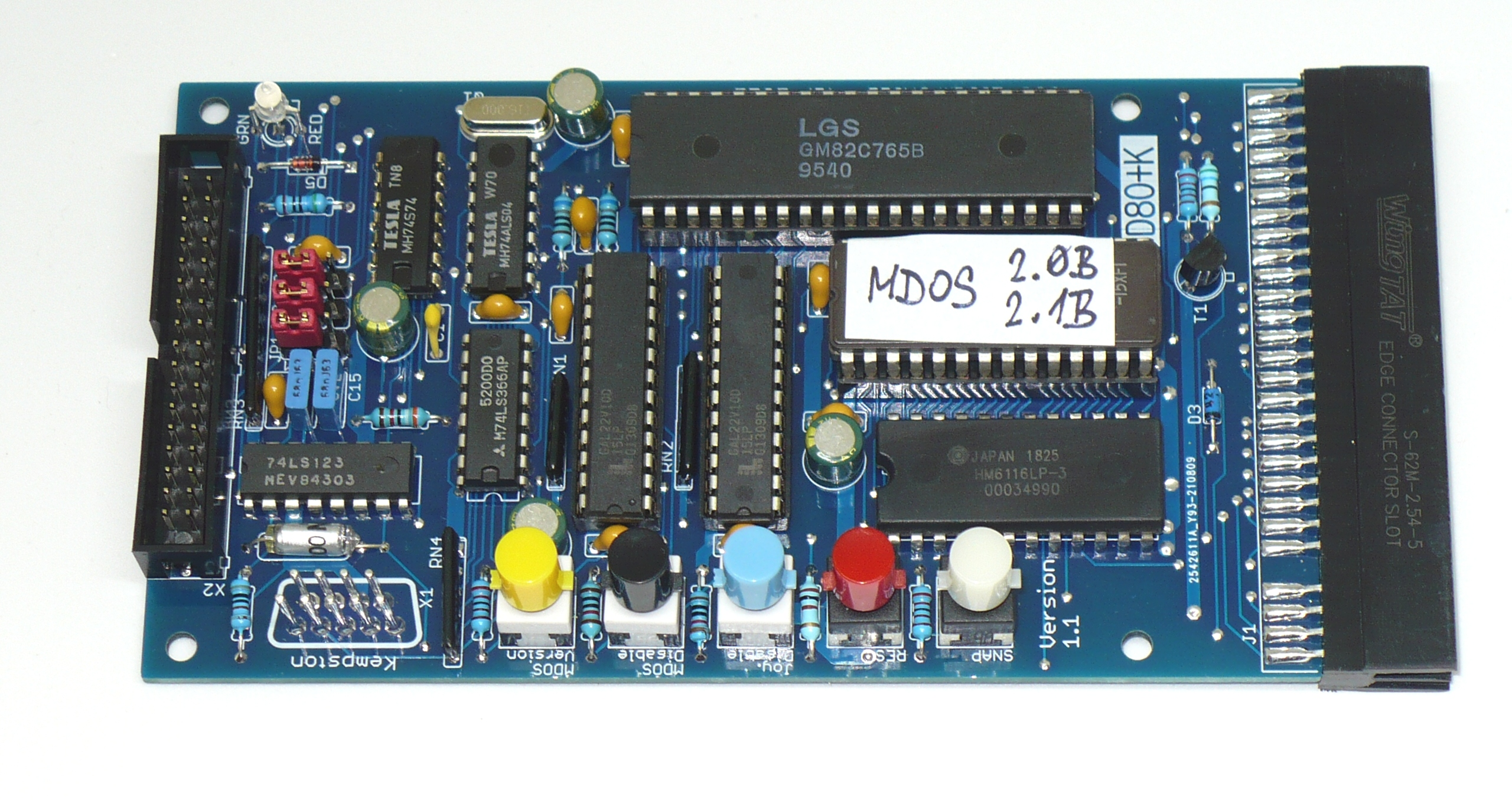
Elektronika řadiče D80+K

Paměť ROM obsahuje dvě různé verze systému MDOS: Původní 2.0, a novější 2.1 s přidanými funkcemi a opravou, díky které řadič funguje i na počítačích se 128KB paměti RAM.

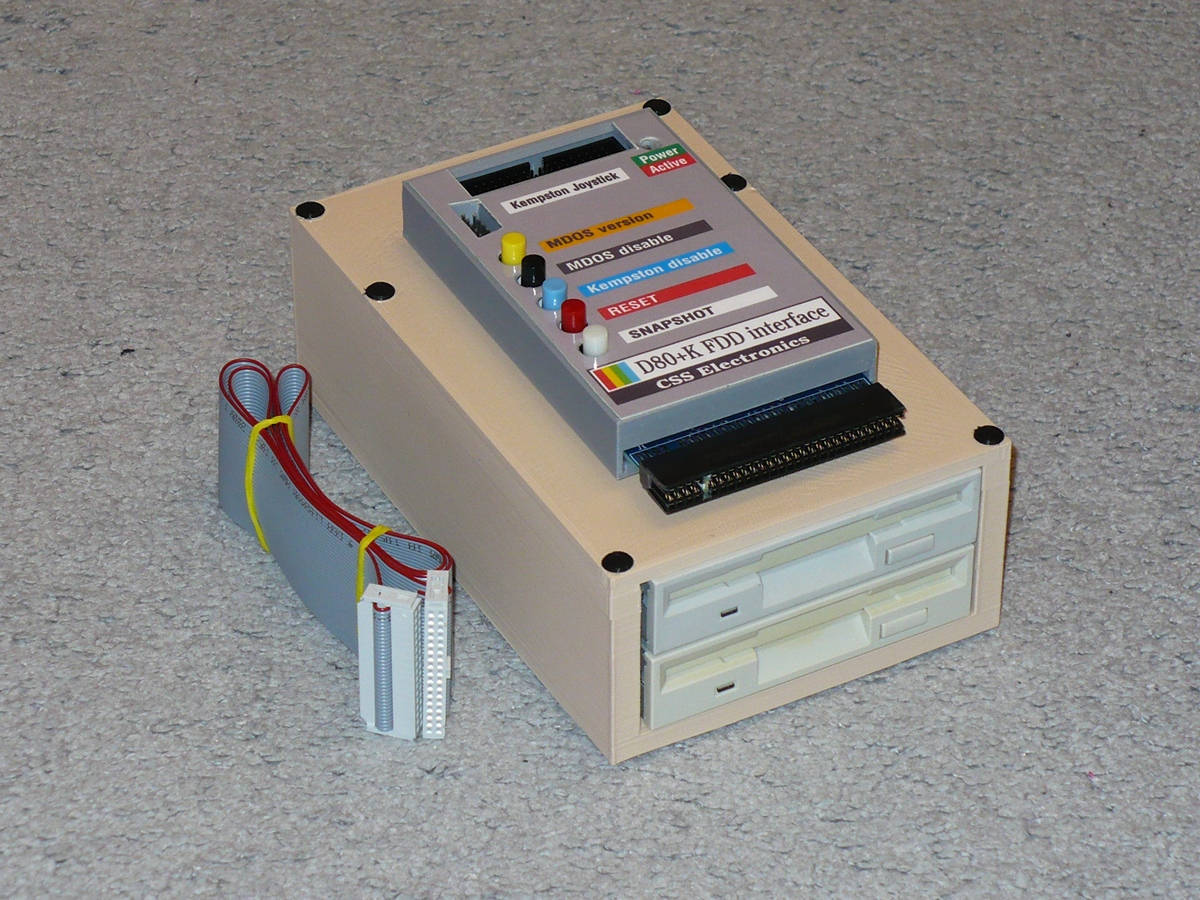
D80+K komplet